# Esquema de la tecnología nuclear

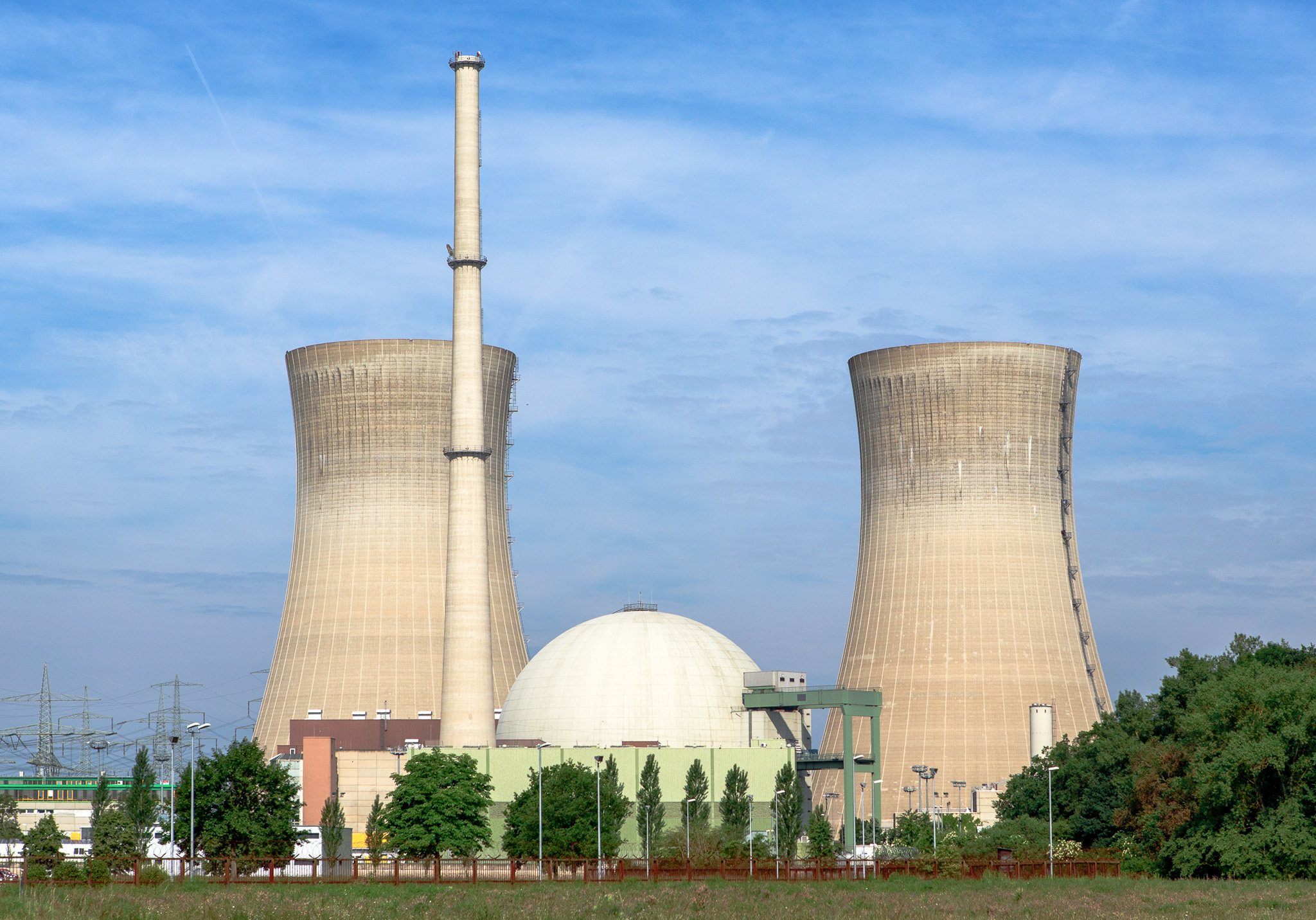
Planta nuclear de Kernkraftwerk Grafenrheinfeld - 2013

La tecnología nuclear es una tecnología que tiene que ver con las reacciones de los núcleos atómicos. Ha encontrado aplicaciones que van desde detectores de humo a reactores nucleares, y desde miras de armas a armas nucleares. Existe gran preocupación pública acerca de sus peligros e implicaciones. Por lo tanto, cada aplicación de la tecnología nuclear es revisada con mucho cuidado.
El siguiente esquema es proporcionado como un resumen y una guía temática de la tecnología nuclear:

## Bases de la tecnología nuclear
- Núcleo atómico
- Radiación por ionización
- Química nuclear
- Fisión nuclear
- Fusión nuclear
- Seguridad nuclear
- Radiación
- Radiactividad

## Ramas de la tecnología nuclear
- Ingeniería nuclear
- Fisión nuclear
- Medicina nuclear
- Física nuclear

## Historia de la tecnología nuclear
- Historia de la energía nuclear

### Historia de las armas nucleares
- Carrera de armas nucleares
- Historia de la guerra nuclear

- Bombardeos atómicos sobre Hiroshima y Nagasaki
- Crisis de los misiles en Cuba

- Lista de ensayos nucleares
- Cronología del programa nuclear de Corea del Norte
- Cronología de la fusión nuclear
- Cronología del programa nuclear de Irán

## Conceptos generales de la tecnología nuclear
- Movimiento antinuclear

### Material nuclear
- Combustible nuclear
- Deuterio
- Material fértil
- Plutonio
- Torio
- Tritio
- Uranio
- Uranio empobrecido
- Uranio enriquecido

### Energía nuclear
- Tecnología del reactor nuclear
- Desecho radiactivo
- Energía de fusión
- Futuros desarrollos de la energía
- Planta de energía de fusión inercial
- Reactor de agua presurizada
- Reactor de agua en ebullición
- Reactor de IV generación
- Reactor reproductor rápido
- Reactor de neutrones rápidos
- Reactor Magnox
- Reactor refrigerado por gas avanzado
- Reactor rápido refrigerado por gas
- Reactor de sal fundida
- Reactor refrigerado por metal líquido
- Reactor rápido refrigerado por plomo
- Reactor rápido refrigerado por sodio
- Reactor de agua supercrítica
- Reactor de temperatura muy alta
- Reactor de lecho de bolas
- Reactor rápido integral
- Propulsión nuclear
- Cohete termal nuclear
- Generador termoeléctrico de radioisótopos
- Polywell

### Medicina nuclear
- Terapia de captura de neutrones de boro
- Braquiterapia
- Cámara gamma
- Tomografía por emisión de positrones
- Protonterapia
- Radioterapia
- Tomografía Computarizada por Emisión de Fotones Individuales
- Tomoterapia

### Armas nucleares
- Explosión nuclear
  - Efectos de las explosiones nucleares
- Estrategia nuclear
  - Destrucción asegurada
  - Contrafuerza, Contravalor
  - Ataque de decapitación
  - Disuación
  - Doctrina para las Operaciones Nucleares Conjuntas
  - Mortal a todo evento
  - Force de frappe
  - Primer ataque, Segundo ataque
  - Teoría de juegos y juegos de guerra
  - Represalia masiva
  - Disuasión mínima
  - Destrucción mutua asegurada
  - No primer uso
  - Estrategia de seguridad nacional (Estados Unidos)
  - Chantaje nuclear
  - Proliferación nuclear
  - Selección de blancos para uso nuclear
  - Plan operacional integrado único
  - Bombardeo estratégico
- Arma nuclear
  - Lanzamiento de armas nucleares (misiles, etc.)
  - Diseño de armas nucleares
  - Proliferación de armas nucleares
  - Ensayos de armas nucleares
  - Arma nuclear estratégica
    - ICBM
    - SLBM

  - Arma nuclear táctica

## Expertos en tecnología nuclear
- Henri Becquerel
- Niels Bohr
- James Chadwick
- John Cockcroft
- Pierre Curie
- Marie Curie
- Albert Einstein
- Michael Faraday
- Enrico Fermi
- Otto Hahn
- Lise Meitner
- Robert Oppenheimer
- Wolfgang Pauli
- Franco Rasetti
- Ernest Rutherford
- Ernest Walton

## Listas sobre tecnología nuclear
- Anexo:Accidentes nucleares civiles
- Anexo:Lista de buques nucleares civiles
- Anexo:Lista de accidentes radiológicos civiles
- Anexo:Lista de accidentes nucleares militares
- Radiofarmacología
- Anexo:Lista de plantas de energía nuclear
- Anexo:Reactores nucleares
- Anexo:Ensayos nucleares
- Lista de tecnologías para el tratamiento de desechos nucleares
- Anexo:Lista de armas nucleares
- Anexo:Tabla de partículas
- Países con armas nucleares
- Submarinos nucleares hundidos
- Terminología estadounidense para incidentes nucleares militares